# Shivling
Der Shivling (Hindi शिवलिंग) ist ein 6543 m hoher Berg im nordindischen Teil des Himalayas.
Er liegt in der Gangotri-Gruppe (Garhwal-Himalaya) im Bundesstaat Uttarakhand. Die markante Form gleicht einer steilen Pyramide und erinnert an das Walliser Matterhorn, weswegen der Berg auch als Matterhorn Peak bekannt ist. Aufgrund seiner wilden Form, verbunden mit der hohen Schwierigkeit einer Besteigung, ist der Shivling ein begehrtes Ziel unter Extrembergsteigern.

## Geographie
Der Shivling liegt westlich des Gangotrigletschers, gegenüber der Bhagirathi-Gruppe. Nördlich entspringt auf rund 4000 m Höhe der „heilige Fluss“ Bhagirathi, welcher den größten Zufluss des Ganges bildet. Das als „Gaumukh“ bezeichnete Gletschertor des Gangotrigletschers gilt als Gangesquelle und ist Zielpunkt eines bekannten und häufig begangenen Pilgerwegs. Über diesen von Gangotri kommenden Pilgerweg wird das Basislager erreicht. Direkt westlich liegt der 6450 m hohe Meru, weiter westlich der 6772 m hohe Bhrigupanth. Nordwestlich befindet sich die dreigipflige Manda-Gruppe (6568 m).
Der Shivling besteht von drei Seiten aus steilen Felswänden, nur die Westseite ist flach genug um Firnflanken zu bilden. Diese sind durch Séracs stark zerklüftet. Er besitzt einen Zwillingsgipfel.
Die Schartenhöhe beträgt 850 Meter.

## Name
Der Name des Shivlings bezieht sich auf den hinduistischen Gott Shiva. Der Shivling gilt als Symbol für die Schöpfungskraft Shivas. Die Form des Berges erinnert, vor allem von Norden her, an einen Linga, ein Symbol, das eng mit Shiva in Verbindung steht.
Bei ihrer Erstbesteigung des benachbarten Bhagirathi III  nannten die Briten Colin Kirkus und Charles Warren den Shivling nach seiner steilen pyramidenähnlichen Form erstmals Matterhorn Peak.

## Besteigungsgeschichte
Unter Hindu-Pilgern ist der Shivling aufgrund seines markanten Erscheinungsbildes und der Sichtbarkeit von der heiligsten Quelle des Ganges bekannt. Im Westen wurde er nach der britischen Expedition 1933 am benachbarten Bhagirathi III als Matterhorn Peak bekannt. 1938 war eine deutsche Expedition unter Leitung von Rudolf Schwarzgruber an benachbarten Bergen unterwegs. Aufgrund der Steilheit und der vielen Séracs berichteten diese von „keinen durchführbaren Routen“ auf den Shivling. In den folgenden Jahren sind keine Erstbesteigungsversuche überliefert.
Erst am 3. Juni 1974 wurde der Shivling von dem Inder Laxman Singh mit den Sherpas Dorje, Pemba Tharkay, Pasang Tsering und Ang Tharkay über die Westwand und den Westgrat erstbestiegen. Der Grat führt in ein Col zwischen dem Zwillingsgipfel und von diesem über ein Couloir auf den Hauptgipfel. Diese Expedition war eine Unternehmung der indisch-tibetischen Grenzpolizei. Dieser Anstieg konnte erst 1980 wiederholt werden. Heute gilt er als „Normalweg“, wobei die Route durch steile und gefährliche Séraczonen führt und nicht immer begehbar ist. 1980 wurde der Nordgrat von einer japanischen Expedition erstbegangen.
Der Ostgrat wurde 1981 von einer internationalen Expeditionsgruppe, unter anderem mit Doug Scott, in 13 Tagen erstbegangen. Dabei mussten über 60 Seillängen (bis VI. Schwierigkeitsgrad) teilweise mit Bigwalltechnik und technischer Kletterei (A3) überwunden werden. Diese Besteigung gilt heute als „alpine Meisterleistung und ein Meilenstein in der Geschichte des Berges.“
In den 1980ern waren weitere Expeditionen über den Südpfeiler, den Südostgrat und durch die Nordwand erfolgreich. Der Deutsche Thomas Huber und der Schweizer Iwan Wolf konnten 2000 den direkten Nordpfeiler (VII./A4) erstbegehen. Für diese Begehung erhielten die beiden den Piolet d’Or, die wohl bedeutendste Auszeichnung für außergewöhnliche Leistungen im extremen Bergsport. Im Mai 2012 erfolgte durch den Russen Waleri Wladimirowitsch Rosow der erste Basejump vom Gipfel, was zum damaligen Zeitpunkt der zweithöchste Basejump von einem Berg darstellte. Heute führen über zehn Routen unterschiedlichsten Charakters auf den Gipfel.
Im September 2024 unternahm eine indisch geführte Expedition mit den indischen Bergsteigern Kanak Puri, Rialch Rajat und Vivek Anand sowie dem deutsch-schweizerischen Alpinisten Christian Crott einen erneuten Versuch einer Besteigung über die Westwand unter der Leitung von Sunny Sharma (White Magic) und den Sherpas Pasang, Ang Kami und Lenthup Bhutia. Aufgrund erhöhtem Eisschlag und Lawinenabgängen zog sich das Gipfelteam nach 5 Tagen aus Camp II auf 5800m zurück. Der Plan, eines erneuten Gipfelversuches musste im Verlauf wegen des ungewöhnlichen Tiefdruckes über Nordindien mit massiven Regen- und Schneefällen, insbesondere über UttarPradesh und Uttarakhand aufgegeben werden.

### Führer und Karten
- U. und E. Neummann: Abenteuer Trekking: Indischer Himalaya - Ladakh, Garhwal, Sikkim. Bruckmann Verlag. München.
- Jan Babicz: Peaks and Passes of the Garhwal Himalaya. Alpinistyczny Klub Eksploracyjny.
- Northern India. 1:1 500 000, Nelles Verlag
- Garhwal West/Garhwal West. 1:150 000, schweizerische Stiftung für alpine Forschung (SSAF)

### Weiterführende Literatur
- Rollo Steffens: Traumberg Shivling. Artikel in Alpin – Das Bergweltmagazin, Seite 102–107. Ausgabe Nr. 11, November 2000. Olympia-Verlag.
- Ed Douglas: Shivling. Artikel in World Mountaineering (Audrey Selkeld, Editor). Bulfinch Press 1998. ISBN 0-8212-2502-2, S. 258–261.
- Andy Fanshawe und Stephen Venables: Himalaya – Magic Lines. Bergverlag Rother, München 1996. ISBN 3-7633-7042-0.